# John Little McClellan
John Little McClellan (ur. 25 lutego 1896 w Sheridan, Arkansas, zm. 28 listopada 1977 w Little Rock, Arkansas) to amerykański polityk, członek Partii Demokratycznej. W latach 1935–1939 był przedstawicielem stanu Arkansas w Izbie Reprezentantów Stanów Zjednoczonych, a w latach 1943–1977 reprezentował ten stan w Senacie Stanów Zjednoczonych.